# 伯尼·桑德斯手套迷因
2021年1月，美国佛蒙特州参议员、前总统候选人伯尼·桑德斯戴着独特的手套坐在乔·拜登的就职典礼上的一张照片在网上疯传。这张照片在网络上走红，引发了一些版本的修改，把桑德斯放在了历史照片和其他幽默的背景中。迷因的流行导致了桑德斯的知名度和对手套的需求的增加。

## 背景
2021年1月20日，在乔·拜登的就职典礼上，一组佛蒙特州参议员、前总统候选人伯尼·桑德斯的照片由法新社摄影师布兰登·斯迈洛斯基拍摄。照片上桑德斯戴着口罩坐在椅子上，穿着冬衣，最引人注目的是他戴着一副又大又蓬松的手套，这副手套是佛蒙特州小学老师珍·埃利斯制作的。这张照片在网络上成为了一个迷因。

## 迷因和商品
这张照片被编辑和修改了许多版本，其中桑德斯被放置在各种流行的和历史的照片中，以一种类似于世贸中心上的游客这种迷因使用的方式，包括蝙蝠侠、星际迷航和韦恩的世界。同时建立了一个网站，让桑德斯的照片可以放到谷歌街景照片中。随后，这张照片被用于生产大量商品，其中包括盘子，T恤，贴纸和酒杯。桑德斯对这个表情包及其各种衍生品的反应很好，他决定卖掉印有这张照片的运动衫，为慈善事业筹集资金，该活动的收益至少为180万美元。
因为这个迷因，埃利斯收到了成千上万的请求，很多人都想要这双手套。尽管她已经不再定期制作手套，但她还是利用公众的关注制作了三双手套，用于慈善机构和女儿的大学基金拍卖。埃利斯与织布硬袜公司合作，生产了一系列与手套图案相同的袜子，其收益将捐给佛蒙特州的食品银行。编织作家凯特·阿瑟利很欢迎人们对这款迷因手套的兴趣，并在《卫报》的一篇文章中详细介绍了如何制作一款类似的手套。桑德斯穿的伯顿滑雪板夹克也越来越受欢迎，导致该公司向伯灵顿儿童和家庭部捐赠了其中的50件。